# روبرت سافاج
روبرت سافاج (20 ديسمبر 1960 في المملكة المتحدة - ) (بالإنجليزية: Robert Savage)‏ هو لاعب كريكت بريطاني. لعب مع Wiltshire County Cricket Club ‏.